# پالونیا
پالونیا (نام علمی: Paulownia) نام یک سرده از تیره پالونیاییان در راسته نعناسانان است. این سرده بسته به روش طبقه‌بندی، ۶ تا ۱۷ گونه دارد. آن‌ها گاه با گل‌میمونیان مشترک دانسته می‌شوند. گونه‌های مختلف آن بومی شمال آمریکا، چین، لائوس و ویتنام، و مناطق دیگر شرق آسیا، به ویژه ژاپن و کره هستند. پالونیاها درختان برگریزی هستند که برگ قلبی شکل و شکوفه‌هایی شبیه به گل انگشتانه دارند.
این درختان به نام دوشس آنا پاولونا (Anna Pavlovna؛ ۱۷۹۵–۱۸۶۵)، دختر پاول یکم تزار روسیه نامگذاری شده‌است.
درختی زیبا با برگ‌های بزرگ و گل‌های خوشه ای به رنگ سفید مایل به بنفش است که بومی مرکز و غرب چین است، این درخت در شرایط اقلیمی و خاکی گوناگون سازگاری نشان داده و در دشت‌های پست تا ارتفاعات ۲۰۰۰ متری کشور چین گسترده شده‌است. این درخت امروزه به‌طور گسترده در آمریکا کاشته می‌شود.
پالونیا از اواسط دهه هشتاد وارد ایران شده و در شیراز و استان گلستان کشت می‌شود.
این درخت به دلیل گل‌های بسیار زیبا و خوشه مانندی که دارد، درخت زینتی بسیار محبوبی به‌شمار می‌آید و به وفور در پارک‌ها و باغ‌ها کاشته می‌شود و جایزه انجمن شایستگی باغ انگلستان را از آن خود کرده‌است.

## ویژگی‌های درخت پالونیا
از ویژگی‌های درخت پالونیا می‌توان به موارد زیر اشاره کرد:
- مقاومت به کم‌آبی
- مقاومت به خاک‌های آهکی و گچی
- مقاومت به دود و هوای مناطق صنعتی

پالونیا از درختان خیلی مناسب برای جنگل کاری سریع، توسعه فضای سبز شهر و روستا و کشت توأم با انواع گیاهان زراعی رایج است. پالونیا دارای پوست خاکستری، قهوه ایی یا سیاه است که بر روی پوست آن در درختهای جوان عدسکهایی وجود دارد. شاخه‌های جوان از کرک‌های غده ایی پوشیده شده‌اند و رشد شاخه‌ها به صورت انشعابات دوشاخه ایی کاذب است. برگ‌ها در درختان جوان بزرگ و با دمبرگ‌های بلند می‌باشد. گل آذین خوشه مرکب و گل‌ها به رنگ ارغوانی و صورتی هستند، میوه کپسول و بذرها ریز و بالدارند و به وسیلهٔ باد پراکنده می‌شوند که این بذرها عامل مهاجم بودن درخت محسوب می‌شوند و برای استفاده تجاری از این درخت باید بذرش عقیم سازی شود و اصلاح نژاد شود تا در برابر تنش‌های دمایی مقاوم تر شود و چوب دهی بهتری داشته باشد.
پالونیا درختی خزان پذیر بوده که گل‌های خوشبو زیبایی دارد. این درخت زمانی که در گل کامل است، تماشایی ست، خوشه‌های گل ایستاده به رنگ ارغوانی روشن با گل‌های بسیار خوشبو به رنگ سفید آبی که در اردیبهشت ماه ظاهر می‌شوند. چوب این درخت بسیار سبک و نرم می‌باشد. این درخت ارتفاعی بین ۸ تا ۲۵ متر دارد و حدود ۸ متر گستردگی دارد، از این رو درخت سایه دار تلقی می‌شود و به این منظور به‌طور گسترده در کشور چین کاشته می‌شود. این گیاه، درختی است با برگ‌های پهن و بسیار بزرگ به طول ۳۰سانتی‌متر و عرض تا ۲۰سانتی‌متر و قلبی شکل. عمر زیستی این درخت به‌طور متوسط ۳۰۰ سال است.

## نکاتی در خصوص کاشت و نگهداری از درخت پالونیا

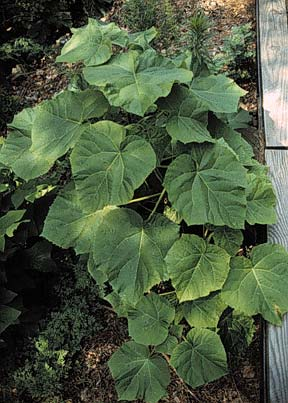
برگ پالونیا امپریالیس

۱- باید از کاشت این نوع درخت در کنار دیوار خودداری شود. ۲ - خودداری از کاشت درخت پالونیا در نزدیکی لوله‌های آب لازم است. ۳- حداقل در سال اول کاشت، درخت بایددر زمان‌های معین آبیاری شود. بطوریکه هیچگاه خاک آن خشک نشده و برگ‌های آن جمع نشود. ۴- سعی شود در ابتدای رشد روند مسیر حرکت درخت را با هرس نمودن شاخه‌ها و جوانه‌های آن تعیین شود. ۵- حداقل سعی شود تا فاصله ۲ الی ۳ متر از ایجاد شاخه به سمت اطراف جلوگیری نموده و یک جوانه قوی را برای قلمه انتخاب شود.
پالونیا نماد مهمی در ژاپن است.
پالونیای شهبانو چندین سال پیش به ایران وارد شده و به دلیل گل‌های خوشه مانندش به عنوان درخت زینتی در استان گلستان کاشته می‌شود.

## گونه‌ها
- سرده Paulownia
  - Paulownia australis
  - Paulownia catalpifolia

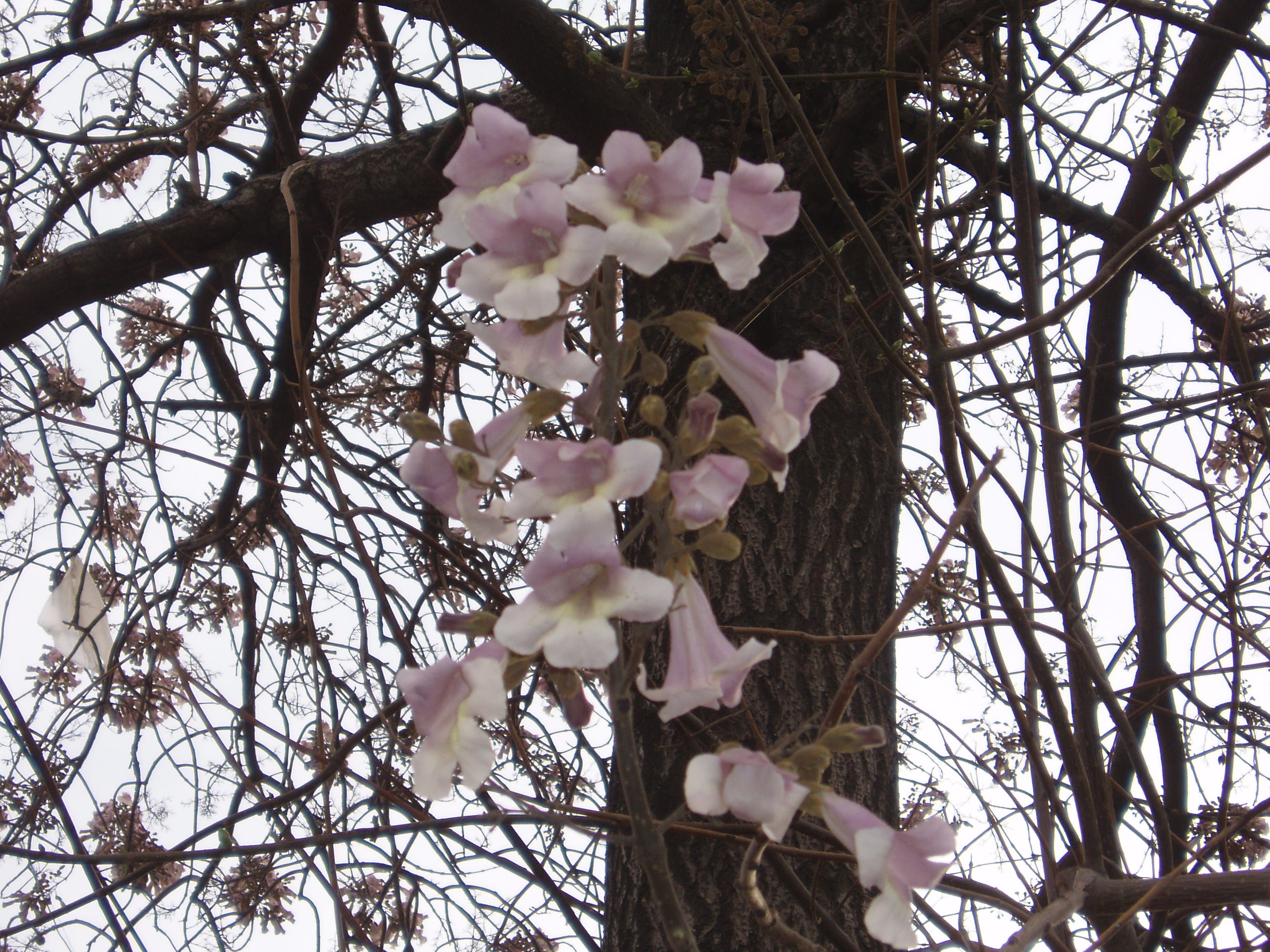
Paulownia fortunei

  - پالونیا (Paulownia tomentosa var. coreana)
  - Paulownia duclouxii
  - Paulownia elongata
  - Paulownia fargesii
  - Paulownia fortunei — درخت اژدها
  - Paulownia glabrata
  - Paulownia grandifolia
  - Paulownia imperialis
  - Paulownia kawakamii
  - Paulownia lilacina
  - Paulownia longifolia
  - Paulownia meridionalis
  - Paulownia mikado
  - Paulownia recurva
  - Paulownia rehderiana
  - Paulownia shensiensis
  - Paulownia silvestrii
  - Paulownia taiwaniana
  - Paulownia thyrsoidea
  - Paulownia tomentosa - پالونیای شهبانو
  - Paulownia viscosa